# Resolución 168 del Consejo de Seguridad de las Naciones Unidas
La resolución 168 del Consejo de Seguridad de las Naciones Unidas, adoptada por unanimidad el 3 de noviembre de 1961, después de la muerte de Dag Hammarskjöld y de que su puesto como Secretario General todavía necesitara ser ocupado, el Consejo recomendó que el embajador birmano U Thant fuese nombrado como Secretario General.